# Hydraena scitula
Hydraena scitula är en skalbaggsart som beskrevs av Armand D'Orchymont 1943. Hydraena scitula ingår i släktet Hydraena och familjen vattenbrynsbaggar.

## Underarter
Arten delas in i följande underarter:
- H. s. gynaephila
- H. s. scitula